# Koppe tinikitkita
Koppe tinikitkita là một loài nhện trong họ Corinnidae.
Loài này thuộc chi Koppe. Koppe tinikitkita được Alberto Barrion & James A. Litsinger miêu tả năm 1995.